# George Poage
George Coleman Poage (ur. 6 listopada 1880 w Hannibal, zm. 11 kwietnia 1962 w Chicago) – amerykański lekkoatleta specjalizujący się w biegach płotkarskich i sprinterskich, dwukrotny medalista olimpijski.

## Kariera sportowa
W 1904 r. reprezentował barwy Stanów Zjednoczonych na rozegranych w Saint Louis letnich igrzyskach olimpijskich, podczas których zdobył dwa brązowe medale, w biegach na 200 metrów przez płotki oraz 400 metrów przez płotki. Startował również w finale biegu na 400 metrów (w którym zajął 6. miejsce) oraz w eliminacjach biegu na 60 metrów (nie zakwalifikował się do finału tej konkurencji).